# Jurgis Kubilius
Jurgis Juras Kubilius (ur. 27 kwietnia 1890 w Grumšliai koło Birżów, zm. 4 listopada 1942 w Swierdłowsku) – litewski wojskowy i polityk, działacz społeczny, gubernator kraju Kłajpedy.

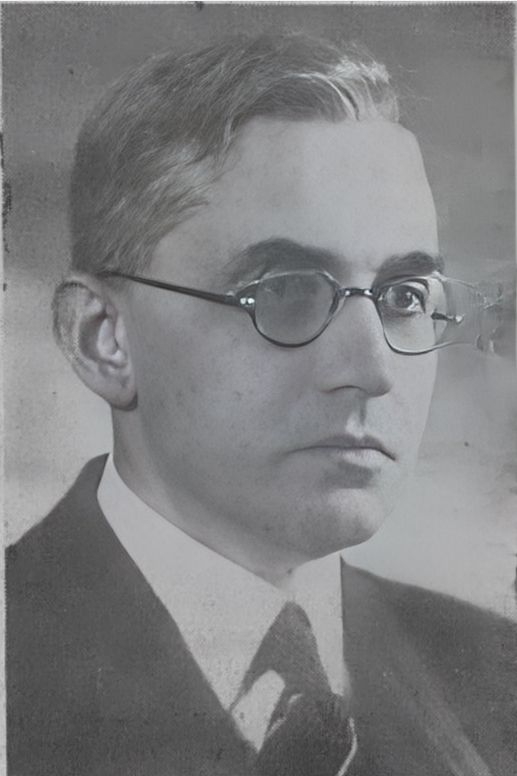
Juras Kubilius

W 1911 roku ukończył seminarium nauczycielskie w Poniewieżu. W czasie I wojny światowej zmobilizowany do armii rosyjskiej, kształcił się w Akademii Wojennej w Moskwie. Po 1919 roku walczył w armii niepodległej Litwy, następnie pracował w ministerstwie obrony i administracji publicznej. W 1927 roku ukończył prawo na Uniwersytecie im. Witolda Wielkiego w Kownie. Pracował na stanowisku notariusza. Porucznik rezerwy armii litewskiej. 
W latach 1930–1933 pełnił urząd zwierzchnika powiatu Szawle. Od 1936 do 1938 roku sprawował funkcję gubernatora Kłajpedy. Od listopada 1938 roku członek Rady Państwa przy prezydencie Litwy. W czerwcu 1941 roku aresztowany przez NKWD i wywieziony do łagru pod Swierdłowskiem. W październiku 1942 roku skazany na karę śmierci i rozstrzelany miesiąc później.